# Никола Петкович (футболіст, 2003)
Никола Петкович (серб. Никола Петковић, нар. 23 лютого 2003, Зренянин, Сербія і Чорногорія) — сербський футболіст, опорний півзахисник клубу МЛС «Шарлотт» та національної збірної Сербії.

## Ігрова кар'єра

### Клубна
Никола Петкович є вихованцем футбольної школи клубу «Чукарички». 18 травня 2021 року футболіст зіграв першу гру в основі команди в чемпіонаті Сербії.
З 2023 року Петкович перебрався до США, де приєднався до клубу МЛС «Шарлотт». Перший сезон Никола провів у дублюючому складі «Шарлотт» - клубі «Кроун Легасі» у МЛС Некст Про. 15 лютого 2024 року Петкович підписав з «Шарлотт» контракт до кінця 2026 року. І 9 травня у матчі проти «Торонто» дебютував у турнірі МЛС.

### Збірна
У червні 2022 року у складі юнацької збірної Сербії (U-19) Никола Петкович брав участь у юнацькій першості Європи, що проходила на полях Словаччини. На турнірі півзахисник провів три матчі.
26 січня 2023 року у товариському матчі проти команди США Никола Петкович дебютував у національній збірній Сербії.